# Julie Vlasto
Pénélope Julie "Diddie" Vlasto Serpieri (Marsella, França, 8 d'agost de 1903 − Lausana, Suïssa, 2 de març de 1985) fou una tennista francesa. En el seu palmarès destaquen una medalla d'argent olímpica en els Jocs Olímpics de París 1924 i dos títols de Grand Slam en dobles.

## Torneigs de Grand Slam

### Dobles: 2 (2−0)
| Resultat   | Núm. | Any  | Torneig                                 | Parella         | Oponents                   | Marcador       |
| ---------- | ---- | ---- | --------------------------------------- | --------------- | -------------------------- | -------------- |
| Guanyadora | 1.   | 1925 | Internationaux de France, París, França | Suzanne Lenglen | Kitty McKane Evelyn Colyer | 6−1, 9−11, 6−2 |
| Guanyadora | 2.   | 1926 | Internationaux de France                | Suzanne Lenglen | Kitty McKane Evelyn Colyer | 6−1, 6−1       |

### Dobles mixtos: 1 (0−1)
| Resultat  | Núm. | Any  | Torneig                                 | Parella      | Oponents                        | Marcador |
| --------- | ---- | ---- | --------------------------------------- | ------------ | ------------------------------- | -------- |
| Finalista | 1.   | 1925 | Internationaux de France, París, França | Henri Cochet | Suzanne Lenglen Jacques Brugnon | 2−6, 2−6 |

## Jocs Olímpics

### Individual (1)
| Any  | Campionat                    | Oponent           | Resultat |
| ---- | ---------------------------- | ----------------- | -------- |
| 1924 | Jocs Olímpics, París, França | Helen Wills Moody | 2−6, 2−6 |